# Poslední jednorožec (film)
Poslední jednorožec (v anglickém originále The Last Unicorn) je americko-japonský animovaný film z roku 1982, který vznikl na motivy stejnojmenného fantasy románu Petera S. Beagla z roku 1968. Film režírovali Arthur Rankin Jr. a Jules Bass, animace byla realizována japonským studiem Topcraft, později známým jako předchůdce Studia Ghibli. Snímek vypráví příběh posledního jednorožce na světě, který se vydává hledat své druhy a přitom prochází nebezpečným dobrodružstvím plným magie, naděje a ztrát. 

## Děj
V kouzelném lese žije nesmrtelný jednorožec, který se dozví od potulného lovce, že je možná posledním svého druhu. Rozhodne se proto vydat na cestu, aby zjistil něco o osudu ostatních jednorožců. Brzy zjistí, že je pronásledoval Ohnivý býk – mocný magický tvor, který podle zvěstí zahnal všechny jednorožce do moře. 
Během svého putování je jednorožec zajat potulným cirkusem čarodějnice Máma Fortuna, která jej využívá jako jednu ze svých atrakcí. Z její moci ho vysvobodí nešikovný, ale dobrosrdečný kouzelník Schmendrick. Ten se k němu přidává a společně pokračují v cestě. Později se k nim připojí i Molly Grue, hospodyně tlupy zbojníků, která v jednorožci spatřuje naplnění svých dávných snů a je odhodlaná mu pomoci. Když trojice dorazí k hranicím království krále Haggarda, setká se tváří v tvář s Ohnivým býkem. Aby jednorožce zachránil, promění ho Schmendrick v lidskou dívku jménem Lady Amalthea. Tato podoba však přináší jednorožci hluboký vnitřní konflikt – začíná zapomínat na svou pravou identitu a pociťuje lidské emoce, především náklonnost k princi Lírovi, Haggardovu synovi.
Na Haggardově hradě se hrdinové snaží odhalit, kde Ohnivý býk ukrývá jednorožce. Král se přizná, že je všechny zahnal k moři, aby mohl navždy pozorovat jejich krásu ve vzdouvajících se vlnách. Schmendrick a Molly se pokusí Amalthee připomenout její pravou podstatu. Princ Lír se do ní mezitím upřímně zamiluje a obětuje se na její obranu v boji s Býkem. Schmendrick Amaltheu promění zpět v jednorožce a ten postaví Ohnivému býkovi. Povede se mu zahnat býka do moře, čímž uvězněné jednorožce osvobodí. Ti zaplaví pevninu a svým návratem zničí Haggardův hrad, který se zřítí do moře i se svým králem. 
Na konci se jednorožec loučí se svými přáteli. Schmendrick a Molly pokračují dál společně, zatímco princ Lír zůstává zarmoucen, ale obohacen o zkušenost opravdové lásky a oběti. Jednorožec se vrací do svého lesa jako jediný svého druhu, který kdy poznal lidské city. Toto vědomí ho navždy odlišuje od ostatních, dává mu však i nový rozměr soucitu a porozumění.

## Obsazení (hlasy)
| Mia Farrow      | Jednorožec / Lady Amalthea     |
| Alan Arkin      | Schmendrick, kouzelník         |
| Jeff Bridges    | princ Lír, syn krále Haggarda  |
| Tammy Grimes    | Molly Grue, hospodyně zbojníků |
| Christopher Lee | král Haggard                   |
| Angela Lansbury | Máma Fortuna, čarodějnice      |

## Produkce
Film vznikl jako mezinárodní koprodukce mezi americkým studiem Rankin/Bass a japonským animačním studiem Topcraft. Produkce stála 5 milionů dolarů a trvala pět měsíců od konce roku 1979 či ledna 1980. Významným prvkem je hudba, kterou složil Jimmy Webb a jež zahrnuje písně v podání britsko-americké rockové skupiny America. Na nahrávce se podílel také London Symphony Orchestra. Románový autor Peter S. Beagle osobně pracoval také na tvorbě scénáře. Animace nesla výrazný styl pozdějších projektů, na nichž pracovali tvůrci spjatí s budoucím Studiem Ghibli.

## Uvedení a přijetí
O distribuci snímku projevila zájem společnost Universal Pictures, která však od záměru ustoupila a v březnu 1982 jej převzala společnost New World Pictures a nakonec jej uvedla společnost Jensen Farley Pictures. Do celkem 648 amerických kin byl film uveden 19. listopadu 1982 a během prvního víkendu vydělal 2,25 milionu dolarů, celkově pak v USA a Kanadě 6 455 330 dolarů.
Film byl v době svého uvedení přijat spíše smíšeně, ale postupně si získal kultovní status. Podle časopisu Variety z 17. listopadu 1982 animace postrádala přesvědčivost, snímek však zachránily hlasové výkony herců. Recenze v Hollywood Reporteru z 17. listopadu 1982 ocenila Beagleovu adaptaci, která zachovala „křehkost“ a „pěkně vyjádřenou filozofii“ jeho románu, chválila také hlasové výkony Mii Farrow v roli Jednorožce a Angely Landsbury v roli Mámy Fortuny. Kritici oceňovali také hlasový projev Christophera Leeho, který díky se své dobré němčině ujal téže postavy také v německé verzi filmu.
K uvedení do československých kin byl film ohlášen na říjen 1984 a distribuční monopol vypršel v dubnu 1989. Snímek byl opatřen dabingem, kde hlavní postavy namluvili Petr Oliva, Alfréd Strejček, Zlata Adamovská či Jiří Císler. Posléze byla v 90. letech pořízena nová verze.

## Výklad
Příběh filmu i jeho knižní předlohy je opakovaně předmětem queer čtení a je v něm tak spatřována alegorie queer zkušenosti (izolace, hledání komunity, mylné vnímání identity), proměna Jednorožce v Lady Amalteu bývá v tomto kontextu chápána jako obraz společensky připisovaného genderu, maskování či ztráty/rekonfigurace osobní identity.